# محیط زیست در دریای خزر
دریای مازندران یا دریای کاسپین، با داشتن طول ۱۲۰۰ کیلومتر، عرض تقریبی ۳۲۰ کیلومتر و مساحت ۴۳۸ هزار کیلومتر مربعی بزرگ‌ترین دریاچه بسته دنیا به حساب می‌آید که خود به تنهایی ۴۰ درصد از مجموع مساحت دریاچه‌های دنیا را شامل می‌شود و از مجموع مساحت خلیج فارس و دریای عمان نیز بزرگ‌تر است. این دریاچه به دلیل عواملی چون راه نداشتن به دریای آزاد، وجود منابع هیدروکربن و کارخانه‌های صنعتی در سواحل مجاور آن در معرض خطرات زیست‌محیطی فراوان قرار دارد و امکان تصفیه آب آن به‌صورت طبیعی نیز وجود ندارد. این دریا به لحاظ تاریخی دارای دو کارکرد اصلی بوده‌است. به‌عنوان کارکرد اول، این دریا گذرگاهی برای ارتباط سرزمین‌های مجاور بوده تا بتوانند از طریق آب‌های این دریا روند حمل و نقل خود را بهبود بخشند. در کارکرد دوم این دریاچه به‌عنوان منابع عظیم مواد غذایی همچون ماهی و انرژی نفت و گاز مورد استفاده قرار گرفته‌است. آب ورودی دریای مازندران توسط ۱۳۰ رود تأمین می‌شود که بزرگ‌ترین آنها رود ولگا بوده و ۸۰ درصد این سهم را شامل می‌شود. با اینکه آب‌های ورودی به این دریا آب شیرین هستند اما خاصیت اصلی آب این دریا شور است و این امر می‌تواند به دلیل تبخیر زیاد آن باشد.

## گونه‌های جانوری دریای مازندران
دریای مازندران، زیستگاه بیش از ۸۵۰ گونه جانور و بیش از ۵۰۰ گونه گیاهی است. برخی از این گونه‌های جانوری منحصر به فرد و باستانی است که یادآور دوران مزوزوئیک، یعنی حدود ۳۰۰ میلیون سال قبل که این دریاچه بخشی از اقیانوس تتیس بوده، هستند. به‌عنوان مثال جانور بزرگ‌جثه‌ای به نام فیل‌ماهی که وزن آن گاهی تا ۱۳۰۰ کیلوگرم هم می‌رسد، ماهی‌های کمیاب و گران‌قیمت مانند ماهی‌های غضروفی خاویاری یا تاس‌ماهی، سوزن‌ماهی، هفت گونه ماهی خاویاری که از خانواده تاسماهیان هستند، فیل‌ماهی، دراکول، تاسماهی ایرانی (قره‌برون)، تاسماهی روسی (چالباش)، سوروگا (ازون‌برون) و ماهی شیب کورا؛ شش مورد اخیر تخم یا خاویار مرغوبی هم دارند از گونه ماهیانی هستند که در بخش جنوبی دریای مازندران زندگی می‌کنند. یکی دیگر از جانوران مشهور دریای مازندران که از اهمیت بسیاری برخوردار است، فک کاسپین نام دارد. فک کاسپین تنها گونه پستاندار دریای مازندران محسوب می‌شود که تابستان را در آب‌های نیمه‌گرم جنوبی و زمستان را در شمال دریای مازندران که سرد و یخبندان است، می‌گذراند. این گونه جانوری به خصوص، در سال‌های اخیر توجه زیادی را به خود معطوف کرده‌است؛ زیرا از ابتدای قرن بیستم تاکنون حدود ۹۰ درصد از جمعیت این گونه کم شده و این موجود در حال انقراض است. یکی از دلایل این کاهش چشمگیر جمعیت، جایگاه فک کاسپین در اقتصاد مردم محلی در دوران اتحاد جماهیر شوروی بوده‌است.